# Tim Duncan
Timothy "Tim" Theodore Duncan (Christiansted, Američki Djevičanski otoci, 25. travnja 1976.), je bivši američki profesionalni košarkaš. Igrao je na poziciji krilnog centra i na poziciji centra. Cijelu svoju karijeru je proveo kao član NBA momčadi San Antonio Spurs. Izabran je u 1. krugu (1. ukupno) NBA drafta 1997. od strane istoimene momčadi. Provevši cijelu karijeru u dresu San Antonio Spursa, Duncan je ostvario brojne individualne, ali i momčadske uspjehe. Osvojio je pet NBA prstena, dva puta proglašen je najkorisnijim igračem NBA lige, tri puta proglašen je najkorisnijim igračem NBA finala te je odnio i nagradu za novaka godine. Duncan je četrnaestoruki NBA All-Star te je četrnaest puta biran u All-NBA momčad i četrnaest puta u All-Defensive momčad.
Nakon dolaska u Spurse s centrom Davidom Robinsonom oformio je takozvane "Twin Towerse" te je s njim u tandemu osvojio dva NBA prstena. Nakon Robinsonovog umirovljenja 2003. godine, Duncan je nastavio sa sjajnim igrama te je zajedno s Tonyjem Parkerom i Manuom Ginobilijem oformio jedan od najboljih trojaca lige. U NBA finalu 2005., u sedam utakmica, pobjeđuju favorizirane Detroit Pistonse i osvjajaju svoj treći, a samo dvije sezone kasnije, preko Cleveland Cavaliersa, osvajaju i svoj četvrti NBA naslov u posljednjih osam godina čime su obilježili ne samo klupsku već i NBA povijest u posljednjih desetak godina. Od malih nogu Duncan se bavio profesionalnim plivanjem, ali se u prvom razredu srednje škole odlučio baviti košarkom.

## Rani život i srednja škola
Duncan je jedin sin Ione i Williama Duncana. Živjeli su na otoku St.Croix, jednom od glavnih otoka Američkih Djevičanskih otoka. U školi je bio marljiv i dobar učenik. Postao je plivač na Olimpijskoj razini i odličan na dionicama od 50m, 100m i 400m slobodno. Nastojao je i izboriti nastup na Olimpijskim igrama u Barceloni 1992. Ali kada je uragan Hugo uništio jedini Olimpijski bazen na otoku, Duncan je bio prisiljeni ići plivati u ocean. Zbog straha od morskih pasa izgubio je volju za bavljenje tim sportom. Uskoro mu se dogodila još jedna strašna stvar. Njegovoj majci dijagnosticiran je rak dojke i umrla je jedan dan prije njegovog 14. rođendana. Nekoliko dana prije njene smrti, Duncan joj je obećao da će završiti i diplomirati na sveučilištu te je to i bio glavni razlog zašto Duncan nije ranije napustio školu. Duncan više nikada nije plivao natjecateljski, a njegov svak ga je nagovorio na bavljenje košarkom. Nije baš počeo sjajno zbog prevelike duševne boli, ali kada je to prebrodio postao je odličan igrač. Četvrtu godinu u srednjoj školi završio je s prosjekom od 25 poena po utakmici. Trener Dave Odom sa sveučilišta Wake Forest pokazivao je velike interese za Duncana. Odom je tražio visokog, čvrstog igrača koji bi spriječio ulaze u reket. Iako na Američkim Djevičanskim otocima košarka nije baš previše razvijena, Duncan je brzo učio. Nakon nekoliko razgovora s glavnim trenerom sveučilišta Wake Forest, Duncan je pristao pohađati to sveučilište unatoč brojnim ponudama drugih.

## Sveučilište
Deaconsi su došli do osmine finala NCAA natjecanja ali su ispali. Duncan se dugo prilagođavao ali s vremenom odveo je Deaconse do omjera 20-11. Duncanova igra bila je jednostavna ali učinkovita. Izabran je na sudjelovanje na Godwill Games 1994. natjecanju kao član mlade reprezentacije SAD-a. 
Unatoč sjajnom igranju košarke Duncan nije popustio u školi i dobro mu je išlo na studiju psihologije. Tijekom NCAA natjecanja 1995. Duncan je prozvan budućim NBA talentom zajedno s Joem Smithom, Rasheedom Wallaceom i Jerryjem Stackhouseom. Čak mu je velikan Jerry West predložio da se prijavi na NBA draft 1995. jer je znao da će biti izabran među prvih pet izbora. Međutim Duncan se držao svog cilja i obećanja majci da će diplomirati na sveučilištu iako je dobivao mnogo novca od raznih NBA klubova. Te godine Duncan je predvodio Deaconse do ACC finala protiv Tar Heelsa predvođenim Rasheedom Wallaceom. Tijekom utakmice Duncan je otklonio Wallaceovu prijetnju, dok je Childress pogodio pobjednički šut 4 sekunde prije kraja produžetka. U NCAA natjecanju Deaconsi su dogurali do osmine finala i sučelili se sa sveučilištem Oklahoma State. Unatoč sjajnim igrama Duncana koji je u utakmicu postigao 12 poena, 22 skoka i 8 blokada, Deaconsi su izgubili s rezultatom 71:66. Duncan je godinu završio s prosjekom od 16.8 poena i 12.5 skokova. Izabran je za obrambenog igrača godine, postao je treći najbolji bloker NCAA povijesti s prosjekom od 3.98 blokada i izabran je u All-ACC prvu petorku. 
U sezoni 1995./96. Deaconsi su izgubili važnog igrača, Childressa, koji je otišao u NBA ligu. To je bila prilika da se Duncan dokaže kao vođa i kao igrač. Te sezone u ACC prvenstvu izgubili su samo četiri utakmice. Također Duncan je predvodio momčad do osvajanja ACC prvenstva ali u osmini finala NCAA natjecanja svladala ga je gripa i njegova momčad nije uspjela ostvariti veći rezultat u NCAA natjecanju. Duncan je ponovno imao sjajnu sezonu s prosjecima od 19.1 poena i 12.3 skokova po utakmici. Ponovno je izabran za ACC Igrača godine i ACC Obrambenog igrača godine.  Na kraju sezone izišle su glasine o tom kako bi Duncan mogao otići na draft, ali ostao je na sveučilištu. 
U sezoni 1996./97. Duncan je dobio pojačanje u Lorenu Woodsu koji je smanjio pritisak na Duncanu. Pobijedili su u prvih 13 utakmica, ali dogodio se pad forme i nisu uspjeli osvojiti ACC prvenstvo. U NCAA natjecanju Deaconsi su ponovno izgubili od sveučilišta Stanford rezultatom 72:66. Sezonu je završio s prosjekom od 20.8 poena, 14.7 skokova i 3.2 asistencije. Duncan je ponovno izabran za obrambenog igrača godine, ACC Igrača godine i po prvi puta izabran je u All-American momčad. Unatoč brojnim igračima koji su ranije napustili školu i otišli u NBA ligu Duncan je na sveučilištu ostao sve četiri godine. Tijekom sveučilišne karijere osvajao je brojne nagrade i svoju momčad odveo je do ukupnog omjera 97-31. Bio je prvi u NCAA povijesti koji je postigao 1 500 poena, 1000 skokova, 400 blokada i 200 asistencija. Upisao je svoje ime na listu od 10 igrača koji su u sveučilišnoj karijeri postigli 2000 poena i 1 500 skokova. Sveučilište je napustio kao najbolji bloker u ACC povijesti s 481 blokadom, drugi u NCAA povijesti i treći u ACC povijesti po broju skokova sa svojih 1 570 skokova. Nakon što je diplomirao konačno se prijavio na NBA draft 1997.

## NBA karijera

### Twin Towers (od 1997. do 2003.)
Na NBA draftu 1997. Spursi su kao prvi izbor izabrali 211 cm visokog centra Tima Duncana. Nakon loše sezone 1996./97. Spursi su imali omjer 20-62. Glavni uzrok tome bila je ozljeda glavne zvijezde kluba Davida Robinsona. 
Tijekom sezone 1997./98. Spursi su bili opasna prijetnja drugim klubovima s dvojicom sjajnih centara, "Twin Towers", u reketu i glavni favoriti za naslov. Time su prisilili druge igrače za niži postotak šuta izvana gdje bi kasnije nakon promašaja najčešće ostvarili skok. Od početka Duncan se nametnuo kao kvalitetan igrač i već u drugoj utakmici u gostima protiv Bullsa sakupio 22 skoka. Nakon utakmice s Houston Rocketsima, Charles Barkley je izjavio: „Vidio sam budućnost, a ona nosi dres s brojem 21.“, asocirajući na Duncana. U svojoj rookie sezoni, Duncan je opravdao visoka očekivanja, startajući u sve 82 utakmice te prosječno postižući 21.1 poena, 11.9 skokova, 2.7 asistencija i 2.5 blokada po utakmici. Njegov obrambeni talent došao je do izražaja i zato je izabran u All-Defensive drugu petorku. Izabran je za novaka godine te je osvajao nagradu za novaka mjeseca tokom cijele godine. Trener Spursa Gregg Popovich hvalio je Duncana, njegovu čvrstoću i dobru igru. Duncan je zadivio i Davida Robinsona koji je izjavio:„ On je pravi igrač. Ponosan sam na njegovu igru i učinkovitost. Uvijek daje sve od sebe i želi postati još bolji igrač.“ Spursi su zauzeli 5 mjesto na Zapadu i tako osigurali doigravanje. U prvom krugu igrali su sa Sunsima predvođenim trenerom Dannyjem Aingeom koji je odlučio smanjiti obrambeni pritisak na Duncana. Duncan mu je zahvalio s 32 poena i 10 skokova u prvoj i drugoj utakmici. Spursi su dobili Sunse rezultatom 3-1. Usprkos prolasku u drugi krug Spursi su ispali od kasnijih prvaka Zapadne konferencije Utah Jazza rezultatom 4-1. U ovoj seriji Duncan je bio postavljen na iskusnog krilnog centra Karla Malonea. Unatoč tome što je Duncan nadvisio Malonea u poenima nije pomoglo Spursima za pobjedu u prve dvije utakmice. Iskusni Malone smanjio je agresivnost u obrani i pojačao u napadu što je rezultiralo povećanjem poena i smanjenjem Duncanovog otpora. Od treće do pete utakmice Malone je nadvisio Duncana u poenima s 18-10, 34-22 i 24-14. 
| „                                    | Osjećam se blagoslovljenim što sam trener Duncana i Robinsona | ” |
| — Gregg Popovich, o "Twin Towersima" |                                                               |   |

Tijekom skraćene sezone 1998./99. Spursi su počeli loše i startali s omjerom 6-8 što je rezultiralo oštrim kritikama od strane novinara. Međutim Duncan i Robinson zauzeli su se za svog trenera i sezonu završili s omjerom 37-13. Tijekom te sezone Duncan je prosječno bilježio 21.7 poena, 11.4 skokova, 2.4 asistencije i 2.5 blokade po utakmici. Duncan je izabran u All-NBA i All-Defensive prvu petorku. Tijekom doigravanja 1999. godine Spursi su pobijedili Minnesota Timberwolvese rezultatom 4-1, lagano prošli Los Angeles Lakerse i Portland Trail Blazerse rezultatom 4-0 i kasnije u finalu svladali New York Knickse rezultatom 4-1. Na Američkim Djevičanskim otocima postao je lokalni junak i to je i opravdao. U prvoj utakmici finala "Twin Towersi" nadigrali su New Yorkov tandem Chris Dudley-Larry Johnson. "Twin Towersi" su utakmicu završili s 41 poenom, 26 skokova i 9 blokada nasuprot 5 poena, 12 skokova i nijedne blokade. Nakon poraza u trećoj utakmici i Duncanove loše igre u trećoj četvrtini i tri izgubljene lopte u zadnjoj četvrtini, Duncan se iskazao u četvrtoj i petoj utakmici. Četvrtu utakmicu Duncan je završio s 28 poena i 18 skokova. U petoj utakmici Spursi su sačuvali vodstvo 78:77 nekoliko sekundi prije kraja kada su Knicksi imali zadnji napad. Lopta je došla do Latrella Sprewella koji je bio udvojen od strane Robinsona i Duncana te promašio šut za pobjedu. Nakon završetka pete utakmice s 31 poenom i 9 skokova Duncan je proglašen najkorisnijim igračem NBA finala. To je bio prvi NBA naslov u povijesti kluba. Sve novine u SAD-u pisale su o tom događaju, kako je prekinut post Spursa i kako su sada postali jaka NBA momčad. Brojne pohvale dolazile su i na račun Duncana, a i sam trener Spursa je izjavio nakon utakmice :„ Ja imam Tima, a ti ne. To je velika razlika.“, asocirajući na trenera Knicksa. 
U sezoni 1999./00. Duncan je i dalje poboljšavao svoje igre i sezonu je završio s prosjekom od 23.2 poena, 12.4 skokova, 3.2 asistencije i 2.2 blokade po utakmici. Time je izabran u All-NBA i All-Defensive prvu petorku i bio je najkorisniji igrač All-Star utakmice (nagradu dijeli sa Shaquilleom O'Nealom). Unatoč sjajnim igrama Spursi nisu ostvarili dobre rezultate u doigravanju. Nekoliko utakmica prije kraja regularnog dijela Duncan je ozlijedio ligamente i nije mogao nastupiti ni u jednoj utakmici doigravanja. Spursi su ispali u prvom krugu od Phoenix Sunsa rezultatom 3-1. 
Duncan se vratio spreman iduće sezone i prosječno postizao 22.2 poena, 12.2 skokova, 3 asistencije i 2.3 blokade po utakmici. Ponovno je izabran u All-NBA i All-Defensive prvu petorku. U doigravanju 2001. Spursi su eliminirali Timberwolvese rezultatom 3-1., Maverickse 4-1. ali su im se u finalu Zapada ispriječili Lakersi predvođeni Shaquilleom O'Nealom i Kobeom Bryantom. Lakersi su lagano pobijedili rezultatom 4-0. Duncan je bio oštro kritiziran, a Sport Illustrated je napisao da je Duncan utihnuo kada su ga Spursi najviše trebali. 
Nakon dvogodišnjeg razočaranja Duncan u sezonu 2001./02. ulazi sjajno. Popravio je svoje statistike i prosječno je bilježio 25.5 poena, 12.7 skokova, 3.7 asistencija i 2.5 blokade po utakmici. Izabran je u All-NBA i All-Defensive prvu petorku, ali najveće priznanje bilo mu je što je izabran za najkorisnijeg igrača lige. Time se pridružio svom suigraču Davidu Robinsonu kao jedinim Spursima u povijesti s tom nagradom. U drugu ruku Duncan se sučelio s tim da Robinson neće više moći igrati na visokoj razini te da će rezervni krilni centar Malik Rose više ulaziti s klupe. Tijekom doigravanja 2002. godine Spursi su se sučelili sa starim rivalima i kasnijim prvacima Lakersima. Lakersi su nadigrali Spurse i dobili seriju rezultatom 4-1. U petoj utakmici Duncan je postigao 34 poena i učinak franšize od 25 skokova. Nakon utakmice Duncan je iznio svoje frustracije. Rekao je:„ Mislio sam da imamo izgleda da dobijemo ovu seriju. Lakersi su dokazali da su bolji i da ih ne možemo kontrolirati. Imali smo više prilika i mogućnosti za pobjedu te osvajanje ove serije ali ponekad lopta jednostavno neće u koš.“ NBA.com pohvalila je Duncana, a kritizirala ostatak momčadi. Robinson je dao izjavu i rekao: „Tim je bio kao Superman na terenu.“, ali Lakersi su pobijedili kao i unazad nekoliko sezona. 
U sezoni 2002./03. Duncan je imao prosjek od 23.3 poena, 12.9 skokova, 3.9 asistencija i 2.9 blokada po utakmici i ponovno je izabran u All-NBA i All-Defensive prvu petorku. To je rezultiralo proglašenjem za najkorisnijeg igrača lige. U dobi od 38 godina Robinson je najavio da mu je to zadnja sezona u NBA ligi, a trener Gregg Popovich smanjio mu je minute da mu sačuva energiju za doigravanje. Spursi su sezonu završili s omjerom 60-22. Spursi su oformili novu napadačku prijetnju s Tonyjem Parkerom i Manuom Ginobilijem. Tijekom polufinala Zapada Duncan je zadivio trenera. Tijekom serije Duncan se sučelio s krilnim centrom Lakersa Robertom Horryem. Duncan je dominirao pod košem cijelu seriju i odveo Spurse u finale Zapada. U šestoj utakmici Duncan je postigao 37 poena i 16 skokova i dopustio svom treneru da pozove time-out 2:26 minute prije kraja da kaže momčadi neka se smiri i ne slavi previše burno. Spursi su osigurali NBA finale gdje su ih čekali New Jersey Netsi. Spursi su ih dobili u šest utakmica. Time su Spursi osvojili drugi NBA naslov u šest godina. U šestoj utakmici Spursi su ih dobili rezultatom 88:77, a Duncan je uz raspoloženog Robinsona skoro ostvario quadruple-double i izabran je za najkorisnijeg igrača NBA finala. Duncan je bio veoma veseo ali i tužan nakon utakmice zbog toga što se njegov dugogodišnji suigrač i mentor David Robinson povlači. Sport Illustrated ih je proglasio sportašima godine.

### Vođa Spursa (od 2003. do 2007.)
Prije početka sezone 2003./04. Spursi su izgubili svog glavnog vođu i važnog igrača Davida Robinsona koji se umirovio od profesionalne košarke. Duncan je morao preuzeti dužnost i predvoditi novu generaciju Spursa. 
U momčadi su imali slovenskog centra Rašu Nesterovića, Brucea Bowena, Manua Ginobilija i mladog francuskog razigravača Tonyja Parkera. S klupe su ulazili "clutch" krilni centar Robert Horry, nisko krilo Hedo Turkoglu i veterani Malik Rose i Kevin Willis. Nakon odlaska Robinsona, Duncan je morao preuzeti ulogu vođe. Sezonu je završio s prosjekom od 22.3 poena, 12.4 skokova, 3.1 asistencije i 2.7 blokada. Odveo je Spurse do polufinala doigravanja gdje su se ponovno susreli s Los Angeles Lakersima. Serija je bila izjednačena na 2-2, a u petoj utakmici Duncan pogađa šut s vrha reketa za vodstvo Spursa 0.4 sekunde prije kraja. Phil Jackson zove time-out, a nakon time-outa lopta se izvodi sa strane. Lopta dolazi do Dereka Fishera koji sa zvukom sirene pogađa za pobjedu Lakersa. Seriju su dobili Lakersi rezultatom 4-2, a glavni razlog poraza bila je dobra igra u obrani Lakersa na koju Duncan nije imao puno rješenja. 
| „                                     | Duncan je nosio svoju momčad do pobjede. To samo veliki igrači mogu. | ” |
| — Ben Wallace, nakon finala o Duncanu |                                                                      |   |

Sljedeće sezone Spursi su odlučili obnoviti momčad i probati osvojiti naslov. Duncan je prosječno postizao 20.3 poena, 11.1 skokova, 2.7 asistencija i 2.6 blokada po utakmici. Unatoč Duncanovom malom statističkom padu, Spursi su zauzeli drugo mjesto na Zapadu i regularni dio završili s 59 pobjeda. U prvom krugu lagano su riješili Nuggetse rezultatom 4-0. U polufinalu dočekali su ih Seattle SuperSonicsi. Duncan je odveo svoju momčad do pobjede i osvajanja serije rezultatom 4-2. U finalu Zapada Phoenix Sunsi bili su spremni na ponovni okršaj sa Spursima. Spursi su ih pobijedili rezultatom 4-1 i osigurali mjesto u NBA finalu protiv Detroit Pistonsa. U finalu Duncan se sučelio s jakom i dobrom obranom Pistonsa pogotovo Benom Wallaceom, osvajačem četiri nagrade za obrambenog igrača godine. Nakon uvjerljivih pobjeda Spursa u prvoj i drugoj utakmici, Pistonsi su digli igru na višu razinu. Duncan je bio često udvojen i otjeran od koša, te su Pistonsi pobijedili iduće dvije utakmice. Nakon izjednačenih utakmica serija je bila izjednačena na 3-3 i pobjednik se odlučivao u 7. utakmici. U 7. utakmici Duncan je postigao 25 poena i 11 skokova te donio željenu pobjedu Spursima i treći NBA naslov u njihovoj franšizi. Brojne pohvale dolazile su na Duncanov račun. Trener Spursa izjavio je: „Duncan je odigrao sjajno. Svi misle ako ne zabije da nije ništa napravio. Danas je bio agresivan i on je puno pomogao da dođemo do novog naslova.“, a Ben Wallace je izjavio: „Duncan je nosio svoju momčad do pobjede. To samo veliki igrači mogu.“ Duncan je osvojio treću nagradu za najkorisnijeg igrača NBA finala i time se pridružio Michaelu Jordanu, Shaquilleu O'Nealu i Magicu Johnsonu kao jednim igračima kojima je to uspjelo. 
Tijekom sezone 2005./06. Duncan se mučio s ozljedom stopala cijelu sezonu. To je bio i glavni razlog zašto je Duncan pao u statistikama i prosječno postizao 18.6 poena, 11 skokova, 3.2 asistencije i 2 blokade po utakmici. Propustio je ući u All-NBA prvu petorku po osmi put zaredom. Duncan se vratio u doigravanju 2006. Spursi su igrali protiv Mavericksa. Duncan je nadvisio krilnog centra Nowitzkog s 32.2 poena nasuprot 27.1. Nitko ga nije moga zaustaviti ali se serija ipak odužila na sedam utakmica. Unatoč postignuta 39 poena i izbacivanja iz igre Van Horna i Dampiera zbog problema s osobnim pogreškama, Duncan je postao blagi tragičar utakmice jer je na rezervnom centru Mavericksa DeSagani Diopu postigao jedan od sedam pokušaja u produžetku. Mavericksi su dobili utakmicu 119:111. 
Sljedeće sezone Duncan je prosječno postizao 20 poena, 10.6 skokova, 3.4 asistencije i 2.4 blokade po utakmici i izabran je na All-Star utakmicu deveti put zaredom. U doigravanju predvodio je Spurse do sljedećih pobjeda: protiv Nuggetsa 4-1, protiv Sunsa 4-2 i Utah Jazza 4-1. Spursi su ponovno osigurali NBA finale i susreli se s Cavsima predvođeni LeBronom Jamesom. Spursi su dobro organizirali obranu i onemogućili Jamesu puno poena. Lagano su pobijedili Cavse rezultatom 4-0 i osvojili 4. NBA naslov u posljednjih osam godina. Parker je osvojio nagradu za najkorisnijeg igrača NBA finala. Tim Duncan osvojio je svoj četvrti NBA naslov i tako obilježio nekoliko posljednjih godina ne samo kluba nego i NBA povijesti. Duncan je rekao da mu je ovo najdraži naslov do sada. David Stern, komesar NBA lige, izjavio je:„ Duncan je igrač za povijest.“

### U pohodu na peti NBA naslov (2007.-danas)
U sezoni 2007./08. sa zdravim Duncanom koji je odigrao 78 utakmica, Spursi završavaju regularni dio s omjerom 56-26. Spursi su osigurali treće mjesto na Zapadu iza Lakersa i Hornetsa. U prvom krugu dočekali su ih Sunsi pojačani centrom Shaquilleom O'Nealom. U prvoj utakmici Duncan je postigao 40 poena uključujući tricu za dvostruki produžetak. Trio Duncan, Parker i Ginobili nastavili su sa sjajnim igrama i pobijedili Sunse u pet utakmica. U drugom krugu dočekali su ih Hornetsi. U prvoj utakmici Spursi su nadigrani s 101:82, a Duncan je odigrao uvjerljivo najgoru utakmicu u doigravanju. Postigao je 5 poena i sakupio 3 skoka. Iduću utakmicu Spursi su ponovno izgubili ali su se vratili u trećoj i četvrtoj te tako izjednačili seriju 2-2. U četvrtoj utakmici Duncan je postigao 22 poena, 15 skokova i 4 blokade. U šestoj utakmici Duncan ponovno briljira i postiže 20 poena i 15 skokova te nakon sedme utakmice odvodi momčad u finale Zapadne konferencije. U finalu Zapadne konferencije čekali su ih stari rivali Los Angeles Lakersi. Lakersi su ih pobijedili u pet utakmica, a Spursi su ostali bez ulaska u finale i mogućeg petog naslova. 
U sezoni 2008./09. unatoč Duncanovim problemima s koljenom i gubitkom Ginobilija većinu sezone, Spursi su osigurali treće mjesto na Zapadu s omjerom 54-28. U prvom krugu igrali su s Dallas Mavericksima. Mavericksi predvođeni Kiddom i Nowitzkim pobjeđuju Spurse u pet utakmica. To je bilo prvi puta od 2000. godine da su Spursi eliminirani već u prvom krugu. U prvoj predsezonskoj utakmici, Spursi su igrali s grčkim Olympiakosom, a Duncan je, nakon povratka s rehabilitacije, postigao 10 poena i 5 skokova. U još jednoj predsezonskoj utakmici, sezone 2009./10., s Cleveland Cavaliersima, Duncan je postigao 13 poena i 9 skokova te je odigrao sjajnu obranu na O'Nealu koji je utakmicu završio sa samo 8 poena uz šut iz igre od 27%. Duncanov suigrač Tony Parker također je odigrao sjajno završivši utakmicu s 22 poena i 7 asistencija što je uvelike pomoglo Spursima u dolasku do pobjede 105:98.

## Reprezentacija
1998. Duncan je izabran u reprezentaciju za nastup na Svjetskom prvenstvu u Grčkoj 1998. Zbog štrajka koji se dogodio u NBA ligi niti jedan NBA igrač nije smio nastupiti. 1999. Duncan je debitirao za reprezentaciju na kvalifikacijskom turniru za Olimpijske igre u Sydneyu 2000. Prosječno je postizao 12.7 poena, 9.1 skokova i 2.4 blokade i predvodio svoju momčad do 10-0 omjera i nastupa na Olimpijskim igrama. 2003. također je sudjelovao na kvalifikacijskom turniru za olimpijske igre. Prosječno je postizao 15.6 poena, 8 skokova i 1.56 blokada. Na Olimpijskim igrama u Ateni 2004. osvojio je brončanu medalju. To je bilo prvi puta da neka američka reprezentacija nije osvojila zlato u košarci na Olimpijskim igrama. Nakon Olimpijskih igara odlučio je više ne nastupati za reprezentaciju.

## Izvan terena
Duncan ima dvije starije sestre Cheryl i Triciu. Kao i njihov mlađi brat sestre su također bile talentirane sportašice. Cheryl je bila uspješna plivačica prije nego što je postala medicinska sestra, a Tricia je bila član plivačke reprezentacije Američkih Djevičanskih otoka na Olimpijskim igrama u Seoulu 1988. Duncan ima dvoje djece sa suprugom Amy, bivšom navijačicom sveučilišta Wake Forest. Prvo dijete, djevojčica Sydney rođena je 2005., a sin 2007. godine. Amy nadgleda zakladu "Tim Duncan Foundation" koja je osnovana u svrhu pomaganja, obrazovanja i podržavanja djece u bavljenju sportom. Ova zaklada redovito svake godine održava događaje za humanitarne svrhe. Od početka 2001. pa do kraja 2002. godine zaklada je sakupila više od 350 000 američkih dolara za pomaganje oboljelima od raka dojke. U tom razdoblju Duncan je po magazinu Sporting News proglašen kao jedan od onih koji rado pomažu. Duncan također podržava i pomaže brojnim dječjim centrima diljem San Antonia. Razlog zašto je odabrao broj 21 na dresu je taj jer je njegov svak nosio taj isti broj dok je igrao košarku. Najveći uzor u košarci mu je legenda Los Angeles Lakersa Magic Johnson. Duncan je dobio "St.Croix Medalju časti" najvišu teritorijalnu nagradu koja se može dodijeliti nekom sugrađaninu Američkih Djevičanskih otoka. Da je imao prilike izazvao bi Wilta Chamberlaina i Kareema Abdula-Jabbara na dvoboj 1 na 1.

## NBA statistika

### Regularni dio
| Godina    | Klub        | Odig. uta. | Uta. poč. | Min. | 2P%  | 3P%  | Sl. bac.% | Skok. | Asist. | Ukr. lop. | Blok. | Poena |
| --------- | ----------- | ---------- | --------- | ---- | ---- | ---- | --------- | ----- | ------ | --------- | ----- | ----- |
| 1997./98. | San Antonio | 82         | 82        | 39.1 | .549 | .000 | .662      | 11.9  | 2.7    | .7        | 2.5   | 21.1  |
| 1998./99. | San Antonio | 50         | 50        | 39.3 | .495 | .143 | .690      | 11.4  | 2.4    | .9        | 2.5   | 21.7  |
| 1999./00. | San Antonio | 74         | 74        | 38.9 | .490 | .091 | .761      | 12.4  | 3.2    | .9        | 2.2   | 23.2  |
| 2000./01. | San Antonio | 82         | 82        | 38.7 | .499 | .259 | .618      | 12.2  | 3.0    | .9        | 2.3   | 22.2  |
| 2001./02. | San Antonio | 82         | 82        | 40.6 | .508 | .100 | .799      | 12.7  | 3.7    | .7        | 2.5   | 25.5  |
| 2002./03. | San Antonio | 81         | 81        | 39.3 | .513 | .273 | .710      | 12.9  | 3.9    | .7        | 2.9   | 23.3  |
| 2003./04. | San Antonio | 69         | 68        | 36.6 | .501 | .167 | .599      | 12.4  | 3.1    | .9        | 2.7   | 22.3  |
| 2004./05. | San Antonio | 66         | 66        | 33.4 | .496 | .333 | .670      | 11.1  | 2.7    | .7        | 2.6   | 20.3  |
| 2005./06. | San Antonio | 80         | 80        | 34.8 | .484 | .400 | .629      | 11.0  | 3.2    | .9        | 2.0   | 18.6  |
| 2006./07. | San Antonio | 80         | 80        | 34.1 | .546 | .111 | .637      | 10.6  | 3.4    | .8        | 2.4   | 20.0  |
| 2007./08. | San Antonio | 78         | 78        | 34.0 | .497 | .000 | .730      | 11.3  | 2.8    | .7        | 2.0   | 19.3  |
| 2008./09. | San Antonio | 75         | 75        | 33.6 | .504 | .000 | .692      | 10.7  | 3.5    | .5        | 1.7   | 19.3  |
| Ukupno    |             | 899        | 898       | 36.9 | .507 | .188 | .685      | 11.7  | 3.2    | .8        | 2.3   | 21.4  |
| All-Star  |             | 11         | 10        | 23.8 | .584 | .333 | .800      | 10.6  | 2.5    | .8        | .7    | 11.9  |

### Doigravanje
| Godina    | Klub        | Odig. uta. | Uta. poč. | Min. | 2P%  | 3P%   | Sl. bac.% | Skok. | Asist. | Ukr. lop. | Blok. | Poena |
| --------- | ----------- | ---------- | --------- | ---- | ---- | ----- | --------- | ----- | ------ | --------- | ----- | ----- |
| 1997./98. | San Antonio | 9          | 9         | 41.6 | .521 | .000  | .667      | 9.0   | 1.9    | .6        | 2.6   | 20.7  |
| 1998./99. | San Antonio | 17         | 17        | 43.1 | .511 | .000  | .748      | 11.5  | 2.8    | .8        | 2.7   | 23.2  |
| 2000./01. | San Antonio | 13         | 13        | 40.5 | .488 | 1.000 | .639      | 14.5  | 3.8    | 1.1       | 2.7   | 24.4  |
| 2001./02. | San Antonio | 9          | 9         | 42.2 | .453 | .333  | .822      | 14.4  | 5.0    | .7        | 4.3   | 27.6  |
| 2002./03. | San Antonio | 24         | 24        | 42.5 | .529 | .000  | .677      | 15.4  | 5.3    | .6        | 3.3   | 24.7  |
| 2003./04. | San Antonio | 10         | 10        | 40.5 | .522 | .000  | .632      | 11.3  | 3.2    | .8        | 2.0   | 22.1  |
| 2004./05. | San Antonio | 23         | 23        | 37.8 | .464 | .200  | .717      | 12.4  | 2.7    | .3        | 2.3   | 23.6  |
| 2005./06. | San Antonio | 13         | 13        | 37.9 | .573 | .000  | .718      | 10.5  | 3.3    | .9        | 1.9   | 25.8  |
| 2006./07. | San Antonio | 20         | 20        | 36.8 | .521 | .000  | .644      | 11.5  | 3.3    | .6        | 3.1   | 22.2  |
| 2007./08. | San Antonio | 17         | 17        | 39.2 | .449 | .200  | .626      | 14.5  | 3.3    | .9        | 2.1   | 20.2  |
| 2008./09. | San Antonio | 5          | 5         | 32.8 | .532 | .000  | .607      | 8.0   | 3.2    | .6        | 1.2   | 19.8  |
| Ukupno    |             | 160        | 160       | 39.8 | .501 | .143  | .689      | 12.6  | 3.5    | .7        | 2.6   | 23.3  |

## Vanjske poveznice
- Službena stranica
- Profil na NBA.com
- Profil  Arhivirana inačica izvorne stranice od 25. svibnja 2012. (Wayback Machine) na Basketball-Reference.com
- Profil  Arhivirana inačica izvorne stranice od 7. prosinca 2013. (Wayback Machine) na SI.com

| Prethodnik Allen Iverson | Prvi izbor NBA drafta NBA draft 1997. | Nasljednik Michael Olowokandi |